# 徐晓春
徐晓春（1934年3月—2017年6月30日），男，湖北罗田人，中华人民共和国政治人物。

## 生平
1949年8月，参加革命工作。1951年3月，加入中国共产党，历任阳新县公安局副局长，县委候补委员，富池、旭东、龙港公社书记，县委委员，通山县委副书记，咸宁地区煤化局副局长，咸宁地委办公室副主任、地区革委会办公室主任，阳新县委副书记、县革委会主任，县委书记。咸宁地区行署专员、地委常委，咸宁地委副书记、行署专员，咸宁地委书记，省委委员。1993年5月至1998年1月，任湖北省八届人大常委会副主任。
2017年6月30日，在湖北武昌逝世，享年83岁。